# Orso II Participazio
Orso II Participazio (muerto en 932) fue el decimoctavo dux de la República de Venecia (decimosexto por la tradición histórica), gobernando en 912-932.

## Historia
En 912 fue secuestrado en el mar Adriático por el príncipe serbio Miguel de Zahumlia cuando regresaba con su hijo de una visita oficial a Constantinopla. Bulgaria estaba en guerra con Bizancio, el soberano de Venecia, por lo que el príncipe, que era aliado de los búlgaros, envió un mensajero al emperador Simeón de Bulgaria , esperando que rechazara la dominación de Petar Gojniković en la zona.
Fue elegido por la asamblea popular. Parece que no estaba relacionado con la familia Participazio que ya había dado a muchos Dogos de la ciudad. Tan pronto cuando fue elegido, él envió a su hijo Pietro a Constantinopla con el fin de restablecer las relaciones con el emperador , que su predecesores habían descuidado; Pietro fue nombrado protospatario, que se corrompió a baduario, y finalmente a badoer, que se convirtió en un nombre destacado entre las sucesivas generaciones de la nobleza veneciana .
El Adriático todavía estaba plagado de dálmatas, sarracenos, y piratas narentinos, pero el dux no tomó ninguna medida. Bajo su liderazgo, Venecia adquirió una casa de moneda. En 932, se retiró al monasterio de San Felice en Ammiana, donde llevó una vida monástica hasta su muerte. Fue enterrado allí. Su retrato está colocado en la iglesia de la Madonna del Jardín.